# Caloplaca festivella
Caloplaca festivella är en lavart som först beskrevs av William Nylander och som fick sitt nu gällande namn av Kieff. 
Caloplaca festivella ingår i släktet orangelavar och familjen Teloschistaceae.  Arten är reproducerande i Sverige. Inga underarter finns listade i Catalogue of Life.